# فرنسيس كوغزويل
فرنسيس كوغزويل (بالإنجليزية: Francis Cogswell)‏ هو ضابط أمريكي، ولد في 19 أغسطس 1887 في بورتسموث في الولايات المتحدة، وتوفي في 22 سبتمبر 1939 في بريميرتون في الولايات المتحدة.